# Đường sắt tốc độ cao hơn
Đường sắt tốc độ cao hơn (tiếng Anh: higher-speed rail, HrSR) là biệt ngữ dùng để chỉ các dịch vụ đường sắt chở khách liên tỉnh có tốc độ tốc đa lớn hơn đường sắt thông thường, nhưng chưa đủ lớn để được gọi là đường sắt cao tốc. Thuật ngữ này cũng được các nhà quy hoạch sử dụng để chỉ những cải thiện được thực hiện dần dần với hệ thống đường sắt nhằm tăng tốc độ chạy tàu và giảm thời gian di chuyển, thay cho việc dành những nỗ lực lớn hơn để xây dựng hoặc mở rộng mạng lưới đường sắt cao tốc.
Mặc dù định nghĩa đường sắt tốc độ cao hơn là khác nhau ở các quốc gia, hầu hết đều chỉ những dịch vụ đường sắt vận hành với vận tốc lên tới 200 km/h (125 mph).
Khái niệm này được cho là xuất phát từ những nỗ lực nâng cấp một tuyến đường sắt cũ lên tiêu chuẩn đường sắt cao tốc (vận tốc lớn hơn 250 km/h hay 155 mph), nhưng thường kết thúc mà không đạt được vận tốc đã đề ra. Tốc độ cao hơn này có thể đạt được bằng nhiều cách như sử dụng các đoàn tàu có khả năng nghiêng, nâng cấp đường ray với những đoạn cua thoải hơn, điện khí hóa, áp dụng hệ thống tín hiệu trong buồng lái, và bố trí điểm dừng ít thường xuyên hơn.

## Định nghĩa theo quốc gia
Giống như đường sắt cao tốc, định nghĩa đường sắt tốc độ cao hơn có sự khác biệt theo từng quốc gia. Thuật ngữ này đã được sử dụng bởi các cơ quan, quan chức chính phủ, nhà quy hoạch giao thông, học giả, ngành công nghiệp đường sắt, và các phương tiện truyền thông, nhưng đôi khi có sự trùng lặp về tốc độ định nghĩa. Một số quốc gia có định nghĩa chính thức về đường sắt tốc độ cao hơn bao gồm:
- Tại Canada, theo Bộ Giao thông, khoảng vận tốc của đường sắt tốc độ cao hơn là 160 đến 240 km/h (100 đến 150 mph).[5]
- Tại Ấn Độ, theo Bộ Đường sắt, khoảng vận tốc cho đường sắt tốc độ cao hơn của nước này sẽ là 160 đến 200 km/h (100 đến 125 mph).[7]
- Tại Anh Quốc, thuật ngữ đường sắt tốc độ cao hơn được dùng cho các tuyến đường sắt được nâng cấp với vận tốc chạy tàu lên tới 125 mph (200 km/h)[15]
- Tại Hoa Kỳ, thuật ngữ "đường sắt tốc độ cao hơn", trái ngược với "đường sắt cao tốc", được các nhà quy hoạch vùng tại nhiều tiểu bang sử dụng để mô tả các dịch vụ đường sắt chở khách liên thành phố với tốc độ tối đa từ 90 mph (145 km/h)[16] đến 110 mph (175 km/h).[17][18][19] Đây là mức tương đương với định nghĩa "Đường sắt cao tốc đang phát triển" (Emerging High-Speed Rail) được đưa ra bởi Cục Đường sắt Liên bang.[20] Tuy nhiên, Vụ Khảo cứu Quốc hội định nghĩa "Đường sắt tốc độ cao hơn" là các dịch vụ đường sắt có vận tốc lên tới 150 mph (240 km/h) và định nghĩa các dịch vụ đường sắt trên đường ray riêng biệt với vận tốc trên 150 mph (240 km/h) là "Đường sắt tốc độ rất cao".[21]Các cơ quan giao thông cấp tiểu bang và hội đồng chính phủ có thể sử dụng những định nghĩa khác. Bên dưới đây là danh sách các định nghĩa đã biết của đường sắt tốc độ cao hơn, trong đó có 5 mốc vận tốc được sử dụng: 80 mph (130 km/h), 90 mph (145 km/h), 110 mph (175 km/h), 125 mph (200 km/h) và 150 mph (240 km/h):

| Cơ quan / Hội đồng                            | Tốc độ tối đa (mph)          | Nguồn  |
| --------------------------------------------- | ---------------------------- | ------ |
| Sở Giao thông California                      | Lên tới 125                  | [ 22 ] |
| Sở Giao thông Minnesota                       | Lớn hơn 90 nhưng nhỏ hơn 125 | [ 23 ] |
| Hội đồng Chính phủ Bắc Trung Texas            | 80–150                       | [ 11 ] |
| Sở Giao thông Oklahoma                        | 110–125                      | [ 24 ] |
| Sở Giao thông Texas                           | 110–125                      | [ 24 ] |
| Sở Đường sắt và Giao thông Công cộng Virginia | Lên tới 110                  | [ 19 ] |

## Giới hạn tốc độ
Tại Canada, khi vận hành dịch vụ đường sắt tốc độ cao hơn với vận tốc từ 160 đến 200 km/h (99 đến 124 mph), các đường ngang được cho là cần phải "cải thiện mức độ bảo vệ tại những khu vực có thể chấp nhận được".
Tại Hoa Kỳ, đường sắt chủ yếu được dùng để chở hàng với nhiều điểm giao cắt cùng mức. Các đoàn tàu chở khách ở nhiều hành lang đường sắt chạy trên cùng đường ray với tàu chở hàng. Hầu hết đoàn tàu bị giới hạn tốc độ tối đa ở mức 79 mph (127 km/h) trừ khi chúng được trang bị những hệ thống tín hiệu buồng lái tự động, dừng tàu tự động, điều khiển tàu tự động hoặc điều khiển tàu tích cực đã được chấp thuận bởi Cục Đường sắt Liên bang (FRA). Trong những dịch vụ đường sắt tốc độ cao hơn đang phát triển, ít nhất một trong những hệ thống an toàn trên phải được sử dụng.
Ngoài ra, FRA còn đặt ra một hệ thống phân loại chất lượng đường ray, trong đó quy định giới hạn tốc độ tối đa cho các đoàn tàu thuộc các cấp độ 5, 6, 7 và 8 lần lượt là 90 mph (145 km/h), 110 mph (175 km/h), 125 mph (200 km/h) và 160 mph (255 km/h), respectively. FRA cũng đưa ra những tiêu chuẩn về thiết kế và an toàn với tàu khách nhằm đảm bảo các đoàn tàu vận hành ở tốc độ từ 80 mph (130 km/h) tới 125 mph (200 km/h) phải tuân thủ tiêu chuẩn Bậc I, còn các đoàn tàu vận hành ở tốc độ lên tới 150 mph (240 km/h) phải tuân thủ tiêu chuẩn Bậc II.
Một hạn chế khác là về mức độ an toàn của các đường ngang, yếu tố có thể làm giới hạn tốc độ chạy tàu. Đường ngang thường là thành phần nguy hiểm nhất của mạng lưới đường sắt, là nơi xảy ra phần lớn các vụ tai nạn chết người. Quy định của FRA đặt ra giới hạn tốc độ với những đoạn đường sắt có giao cắt cùng mức như sau:
- Với tốc độ từ 110 mph (175 km/h) trở xuống: Cho phép đường ngang tồn tại. Các tiểu bang và doanh nghiệp đường sắt tự quyết định trang bị thiết bị cảnh báo cần thiết, bao gồm biển báo hiệu thụ động, đèn chớp, hai cần chắn góc phần tư (mỗi cần chỉ chặn 1/2 đường bên chiều xe chạy vào đường ngang) hoặc rào/thanh chắn dài, dải phân cách đường, cùng với các trang thiết bị kết hợp khác. Đèn báo hiệu và/hoặc rào chắn được kích hoạt bằng mạch điện nối với đường ray.
- Với tốc độ từ 110 đến 125 mph (175 đến 200 km/h): FRA cho phép đường ngang tồn tại chỉ khi có một "rào chắn không thể xâm nhập được" ngăn cách phương tiện đường bộ khi doàn tàu tới.
- Trên 125 mph (200 km/h): Không cho phép đường ngang tồn tại.

Tại châu Âu, giới hạn tốc độ tàu khi đi qua khu vực có đường ngang thường là 160 km/h (100 mph). Tại Thụy Điển, có một quy định đặc biệt cho phép tốc độ lên tới 200 km/h (125 mph) nếu đường ngang có rào chắn và hệ thống tự động phát hiện phương tiện đường bộ có mặt trên đường ray. Tại Nga 250 km/h (155 mph) là tốc độ cho phép khi đi qua đường ngang. Anh Quốc có những tuyến đường sắt với tốc độ lên tới 200 km/h (125 mph) vẫn sử dụng giao cắt cùng mức.
Với những hạn chế trên, nhiều nhà quy hoạch giao thông vùng tập trung vào nhiệm vụ cải thiện đường ray để nâng tốc độ tối đa lên tới 110 mph (175 km/h) khi đề xuất các dịch vụ đường sắt tốc độ cao hơn mới.

## Phân loại tương tự
Tại các nước đã diễn ra những dự án cải tạo đường sắt vào cuối thế kỷ 20 và vào thập niên 2000, một số dịch vụ đường sắt liên thành phố với dải tốc độ tương đương với đường sắt tốc độ cao hơn đã xuất hiện, nhưng chúng đều không được gọi là "đường sắt tốc độ cao hơn". Dưới đây là một số ví dụ về những dịch vụ như vậy vẫn đang hoạt động.
- Canada: Tuyến Hành lang Thành phố Quebec–Windsor chạy giữa Thành phố Quebec và Windsor cho phép các đoàn tàu Via Rail chạy với vận tốc 100 km/h (60 mph).
- Châu Âu: Các dịch vụ InterCity tại nhiều nước châu Âu phần lớn có tốc độ tối đa lên tới 160 km/h (100 mph), nhưng chúng cũng có thể tăng tốc lên 200 km/h (125 mph). Những chuyến tàu liên thành phố đi qua biên giới quốc tế thường được phân loại là Eurocity và có thể đạt vận tốc tương tự ở những đoạn đường ray cho phép. Các đoàn tàu tốc độ cao cũng có thể sử dụng những tuyến đường không chuyên dùng nhưng đã được nâng cấp và điện khí hóa trong hành trình của mình với tốc độ lên tới 220 km/h (135 mph).
- Nhật Bản: Mini-shinkansen là những tuyến đường sắt thông thường đã được chuyển đổi từ đường sắt khổ hẹp sang khổ tiêu chuẩn để có thể chạy các đoàn tàu Shinkansen với tốc độ tối đa 130 km/h (80 mph).[34] Tuy nhiên, Liên minh Đường sắt Quốc tế lại công nhận Mini-shinkansen là các tuyến đường sắt cao tốc.[35] Đã có hai tuyến Mini-shinkansen được xây dựng: Yamagata Shinkansen và Akita Shinkansen.[36] Cả hai tuyến này đều là tuyến nhánh xuất phát từ tuyến đường sắt cao tốc Tōhoku Shinkansen với vận tốc tối đa 320 km/h (200 mph).
- Tây Ban Nha: Nhiều dịch vụ đường sắt liên thành phố được vận hành bởi công ty quốc doanh Renfe Operadora không được phân loại là đường sắt cao tốc. Chúng bao gồm Alaris, Altaria, Arco và Talgo (từ Talgo III đến Talgo VII) với vận tốc tối đa 160 và 200 km/h (100 và 125 mph)[37]
- Tại Na Uy, đôi lúc đã có những cuộc thảo luận về høy hastighet, có thể so sánh với định nghĩa đường sắt tốc độ cao hơn dùng trong bài này – và høyhastighet, đường sắt cao tốc. Hầu hết mạng lưới đường sắt đã cũ, với nhiều khúc cua gấp, và vận tốc chỉ ở mức 70–130 km/h (45–80 mph). Các tuyến chạy xung quanh Oslo đều đã hoặc sắp được nâng cấp. Một số đoạn, như Follobanen (Oslo–Ski, 22 km), được xây dựng hoặc thiết kế để phục vụ vận tốc 250 km/h (155 mph) – trong khi các đoạn khác chỉ được nâng cấp lên tiêu chuẩn høy hastighet, tức là 160 km/h (100 mph) hoặc 200 km/h (125 mph).[38] Tương tự như vậy, mẫu tàu FLIRT tại Na Uy và đầu máy El 18 cũng có tốc độ tối đa là 200 km/h. Gardermobanen được gọi là một tuyến cao tốc,[39] đồng thời hai đoàn tàu GMB Class 71 và NSB Class 73 cũng thường được gọi là tàu cao tốc[40] – với vận tốc tối đa 210 km/h (130 mph). Tuy nhiên, ranh giới của tên gọi này là không thực sự rõ ràng. Ví dụ như FLIRT đôi lúc cũng được gọi là mẫu tàu cao tốc.[41]
- Thụy Điển: SJ (Đường sắt Thụy Điển) vận hành các dịch vụ đường sắt liên thành phố sử dụng đoàn tàu X 2000 và SJ 3000 (X55) trên những tuyến đường lớn ở khắp cả nước với vận tốc tối đa 205 km/h (125 mph). Đơn vị vận hành gọi chúng là snabbtåg ("tàu nhanh") mặc dù cụm từ "đường sắt cao tốc" đôi khi được sử dụng trong các quảng cáo bằng tiếng Anh;[42][43] tuy nhiên, Liên minh Đường sắt Quốc tế chỉ công nhận tuyến đường sắt 320 km/h (200 mph) từ Stockholm tới Malmö và Göteborg, hiện vẫn đang trong giai đoạn lên kế hoạch, là tuyến đường sắt cao tốc duy nhất tại Thụy Điển, với tên gọi là "höghastighetsbanor" (đường sắt cao tốc).[35]
- Tại Đức, các chuyến tàu khu vực chạy dọc tuyến đường sắt cao tốc Munich-Nuremberg, có vận tốc thiết kế 300 km/h (185 mph), vận hành ở tốc độ 200 km/h (125 mph) mà không có tên gọi chỉ định đặc biệt nào. Chúng sử dụng đầu máy được dùng cho các đoàn tàu Intercity ở những khu vực khác và mức vận tốc cao hơn (so với các đoàn tàu đường sắt vùng khác) được lựa chọn chủ yếu là để tăng công suất.
- Anh Quốc có các dịch vụ tàu chạy ở tốc độ 200 km/h (125 mph), ví dụ như East Coast Main Line, West Coast Main Line, Great Western Main Line và Midland Main Line. Tuy nhiên, hiện tại trên East Coast Main Line đang có dự án nâng cấp được thực hiện, và các đoàn tàu dự kiến sẽ tăng tốc độ lên 225 km/h (140 mph).
- Hàn Quốc: MOLIT phân các tuyến đường sắt làm ba loại: đường sắt cao tốc (고속철도노선), đường sắt bán cao tốc (준고속철도노선), hoặc đường sắt thông thường (일반철도노선). Các tuyến đường sắt cao tốc là các tuyến tách biệt với vận tốc tối đa trên 300 km/h (185 mph), trong khi đường sắt bán cao tốc có thể là các tuyến sử dụng hỗn hợp với vận tốc tối đa trong khoảng 200 km/h (125 mph)–300 km/h (185 mph). Với đường sắt thông thường, do hạn chế về hệ thống tín hiệu và quy định giới hạn vận tốc tối đa, hầu hết tuyến đều bị hạn chế tốc độ ở mức dưới 150 km/h (95 mph). Tuy nhiên, Tuyến Gyeongchun đã được nâng cấp thành tuyến đường sắt tốc độ cao hơn, với các đoàn tàu điện động lực phân tán ITX-Cheongchun được thiết kế vận tốc tối đa 180 km/h (110 mph).

### Đường sắt ngoại ô
Một số dịch vụ đường sắt ngoại ô với khoảng cách ngắn hơn có thể đạt vận tốc tương tự nhưng thường không được gọi là đường sắt tốc độ cao hơn. Một số ví dụ bao gồm:
- Nhiều tuyến đường sắt liên tỉnh khu vực tại Trung Quốc như Đường sắt liên thành phố Đông Hoản–Huệ Châu và Đường sắt liên thành phố Trường Sa–Chu Châu–Tương Đàm vận hành với tốc độ lên tới 200 km/h (125 mph).
- Dịch vụ Coaster kết nối giữa Oceanside, California và San Diego trên tuyến đường ray Pacific Surfliner với vận tốc tối đa 90 mph (140 km/h)[44]
- Tuyến Penn của MARC với chiều dài 77 dặm (124 km) trên đường ray Hành lang Đông Bắc đã được nâng cấp lên 125 mph (200 km/h)[45]
- Tuyến Quận Cam và Tuyến Inland Empire–Quận Cam của Metrolink, cũng nằm trên đường ray Pacific Surfliner, vận hành với vận tốc tối đa 90 mph (145 km/h) trên một số đoạn ở phía nam Santa Ana[46] và Trại Pendleton.[47]
- Dự án điện khí hóa của Caltrain hiện đang được thực hiện giữa San Francisco và Ga Tamien như một phần trong nỗ lực nâng cấp để vận hành dịch vụ chung với CHSR. Các đoàn tàu Caltrain sẽ có thể đạt tốc độ lên tới 110 mph (175 km/h).[48]

## Chiến lược cải tạo đường sắt

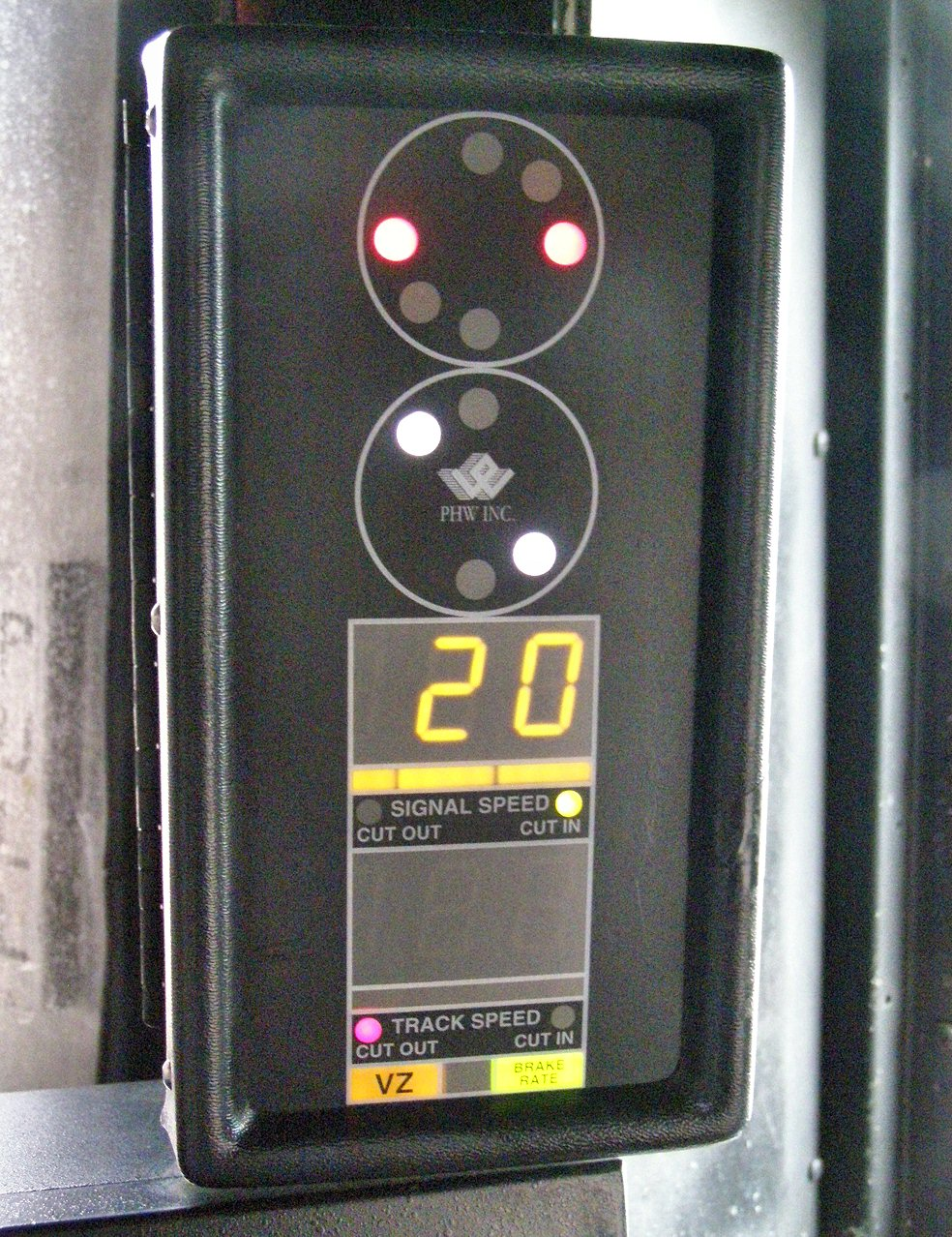
Bộ hiển thị buồng lái của ACSES, một hệ thống PTC đã được chấp thuận

Có nhiều loại tàu có thể hỗ trợ việc vận hành đường sắt tốc độ cao hơn. Thông thường, hạ tầng đường sắt cần được nâng cấp trước đó. Tuy nhiên, những yêu cầu về cơ sở hạ tầng (hệ thống tín hiệu, bán kinh vòng cung, v.v.) sẽ càng khắt khe khi tốc độ được tăng lê, do đó giải pháp cải tạo lên tiêu chuẩn tốc độ cao hơn thường đơn giản và ít tốn kém hơn xây dựng các tuyến cao tốc mới. Mặc dù vậy, việc thực hiện nâng cấp trên đường ray đã đang được sử dụng, với số lượng tàu di chuyển đông đúc ở một số đoạn, đặt ra nhiều thách thức và khó khăn, có thể gây gián đoạn dịch vụ chạy tàu. Sau đây là một số chiến lược được các nhà quy hoạch giao thông vùng và chủ sở hữu đường sắt sử dụng cho những dự án cải tạo đường sắt nhằm bắt đầu triển khai dịch vụ đường sắt tốc độ cao hơn.

### Nâng cấp tín hiệu
Tại Victoria, Úc, việc nâng tốc độ tối đa từ 130 đến 160 km/h (80 đến 100 mph) của dự án Đường sắt nhanh Khu vực đòi hỏi phải thay đổi hệ thống tín hiệu nhằm hỗ trợ cho cự ly phanh lớn hơn. Trước khi dự án diễn ra, hệ thống đường sắt sử dụng kết hợp cả các hệ thống tín hiệu cơ học từ trước Chiến tranh thế giới thứ nhất và hệ thống điều khiển từ xa có từ thập niên 1980. Trong một số trường hợp, lái tàu cần phải gọi điện thoại cho nhà vận hành địa phương để điều khiển hộp tín hiệu bằng tay. Với tốc độ chạy tàu mới, hệ thống tín hiệu cần được vi tính hóa. Dự án đã triển khai hệ thống Solid State Interlocking với phương thức liên lạc bằng sợi quang học giữa các thành phần nhằm sử dụng ba hệ thống máy tính để điều khiển tín hiệu. Khi một máy tính có đầu ra khác với hai máy còn lại, hệ thống sẽ ngắt chiếc máy tính đó và tiếp tục các hoạt động tín hiệu, miễn là đầu ra từ hai chiếc còn lại vẫn giống nhau. Dự án còn triển khai Train Protection & Warning System, cho phép hệ thống tự động phanh dừng tàu ở khoảng cách hợp lý nếu lái tàu không có sự điều khiển tốc độ thích hợp. Ngoài ra dự án này cũng áp dụng hệ thống Train Control and Monitoring System, cho phép giám sát vị trí tàu theo thời gian thực.
Tại Hoa Kỳ, bước đầu tiên để tăng vận tốc tối đa từ mốc 79 mph (127 km/h) là lắp đặt một hệ thống tín hiệu mới ứng dụng công nghệ điều khiển tàu tích cực (PTC) được FRA chấp thuận nhằm tương thích với hoạt động đường sắt tốc độ cao hơn. Chúng đều là các hệ thống PTC dựa trên bộ phát đáp và GPS hiện đang được sử dụng tại Mỹ. Theo quy định, một phần đáng kể đường sắt tại nước này sẽ được triển khai PTC trước cuối năm 2015.

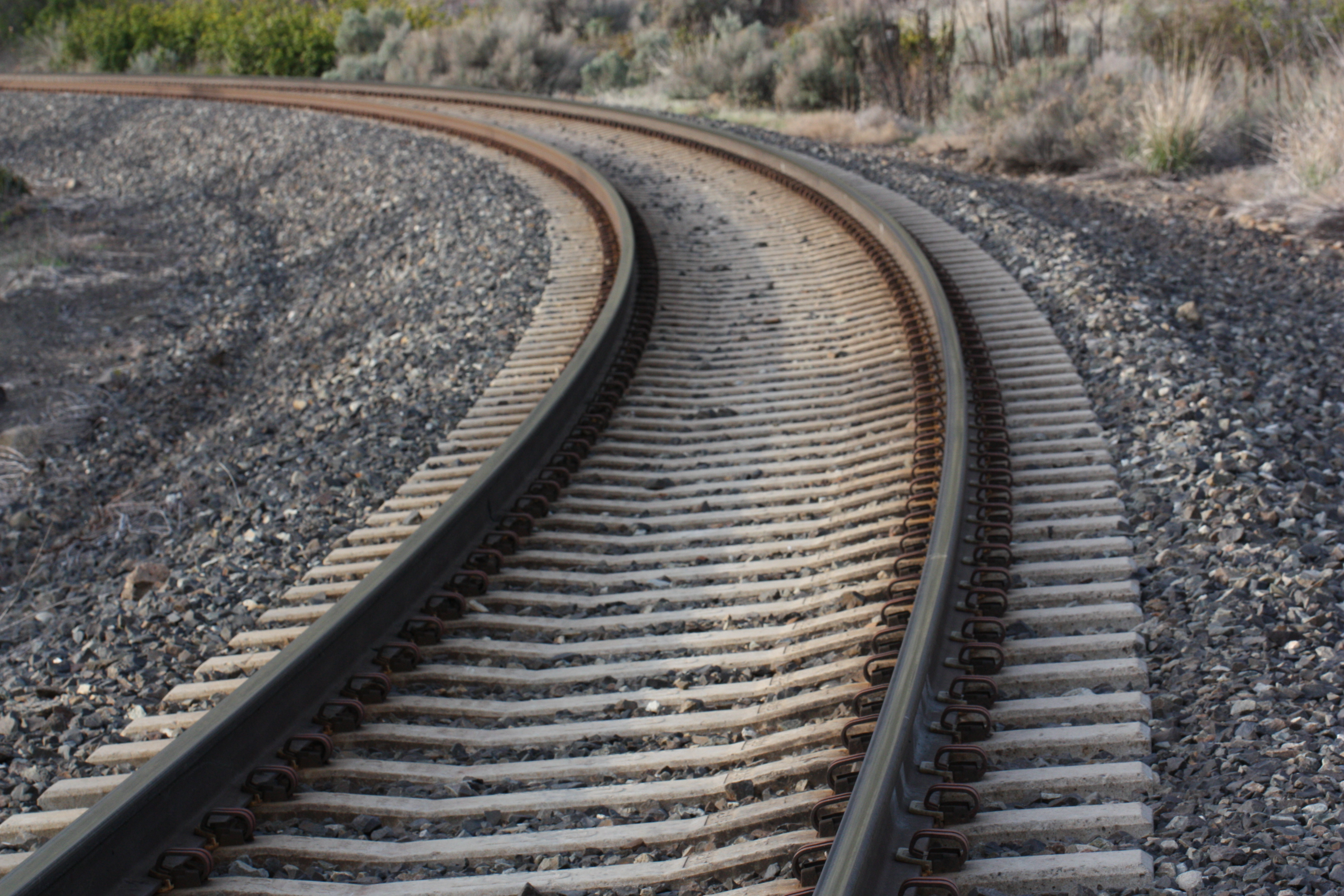
Tà vẹt bê tông trên một tuyến đường sắt BNSF

### Cải tạo đường ray
Để hỗ trợ các đoàn tàu thường xuyên chạy ở tốc độ cao hơn, đường ray cần phải bảo đảm được sự chắc chắc. Hầu hết đường sắt chở hàng sử dụng tà vẹt gỗ khiến các thanh ray có thể bị lệch nhẹ sau một thời gian do gỗ bị mục, nứt hoặc do đinh ray dần dần bị lỏng ra. Loại tà vẹt bê tông thay thế cho chúng được thiết kế giúp đường ray ổn định hơn, nhất là trước những thay đổi về nhiệt độ. Những đoạn nối giữa các thanh ray cũng là một vấn đề, bởi hầu hết tuyến đường sắt thông thường sử dụng bu lông hoặc bản cá để nối hai thanh ray lại với nhau. Điều này khiến mỗi nối có thể bị lệch theo thời gian do bu lông bị lỏng. Để hành trình được êm ái ở tốc độ cao hơn, các thanh ray có thể được hàn lại với nhau để tạo thành ray hàn liên tục (CWR). Tuy nhiên, ray hàn liên tục thường dễ chịu ứng suất do thay đổi nhiệt độ.
Tại Úc, hiện trạng đường ray trước dự án Đường sắt nhanh Khu vực chỉ có thể hỗ trợ các đoàn tàu có tốc độ lên tới 130 km/h (80 mph), sử dụng hỗn hợp cả tà vẹt gỗ và bê tông. Trọng lượng ray không đồng đều nhưng hầu hết ở mức 47 kg/m (95 lb/yd). Công tác cải tạo đường ray trong dự án này bao gồm chuyển đổi sang dùng tà vẹt bê tông và sử dụng tiêu chuẩn trọng lượng ray mới ở mức 60 kg/m (121 lb/yd) để hỗ trợ tốc độ tối đa mới 160 km/h (100 mph).
Tốc độ vận hành tối đa có thể bị hạn chế do hình dạng của đường ray sẵn có, nhất là tại những khúc cua. Nắn thẳng đường ở những nơi có thể sẽ làm giảm thời gian di chuyển nhờ tăng tốc độ có thể cho phép và giảm chiều dài đường ray. Khi không thể nắn thẳng đường, giảm số lượng khúc cua và hạ độ cong cũng có thể giúp tàu đạt được tốc độ lớn hơn. Một ví dụ cụ thể là loại bỏ ba khúc cua đổi chiều liên tiếp để hợp nhất thành một đường cong lớn duy nhất. Tăng độ nghiêng có thể được cân nhắc với những khúc cua gấp làm giới hạn đáng kể tốc độ. Tốc độ cao hơn cùng với độ nghiêng lớn hơn sẽ đòi hỏi điều chỉnh lại đường ray để bổ sung các đường cong chuyển tiếp trước và sau những khúc cua này.
Các ghi đường sắt cũ có thể sẽ cần thay thể để cho phép tàu chạy qua với tốc độ cao hơn. Tại Hoa Kỳ, một số ghi cũ có hạn chế tốc độ ở mức 20 mph (30 km/h). Kể cả với những loại ghi mới hơn, tốc độ chuyển ray vẫn bị hạn chế ở mức 45 mph (70 km/h), làm giảm vận tốc đáng kể của đoàn tàu tốc độ cao hơn khi đi qua. Các loại ghi tốc độ cao có thể chịu vận tốc chuyển ray ở mức 80 mph (130 km/h).
Nhằm giảm thời gian gián đoạn cho việc nâng cấp đường ray, một đoàn tàu làm mới đường ray (TRT) có thể được sử dụng để tự động hóa hầu hết quá trình nâng cấp, thay thế ray, tà vẹt và đá ba lát với công suất 2 dặm một ngày. Tại Hoa Kỳ, TRT được sử dụng bởi Union Pacific Railroad trên đoạn đường sử dụng chung với dịch vụ đường sắt tốc độ cao hơn trong tương lai tại khu vực Illinois.
Với đường ray đã được điện khí hóa, đường dây trên cao cũ có thể cần được thay thế. Hệ thống dây căng cố định (fixed-tension) sử dụng được cho vận tốc thấp có thể không phù hợp cho các dịch vụ đường sắt tốc độ cao hơn; thay vào đó kỹ thuật dây căng liên tục (constant tension) có thể được áp dụng với khả năng tự động duy trì khi nhiệt độ thay đổi làm chiều dài dây giãn nở.

### Cải tạo đường ngang
Với những đoàn tàu chạy ở tốc độ cao hơn trên toàn tuyến, sự an toàn tại các đường ngang cần được cân nhắc.
Tại Úc, mức độ cải tạo đường ngang trong dự án cải thiện đường sắt được dựa trên những đánh giá rủi ro. Các cải thiện được áp dụng bao gồm đèn nháy cảnh báo, rào chắn đầy đủ tự động, và cổng chắn ở lối cho người đi bộ. Dự án này cũng là lần đầu tiên các tấm cao su được sử dụng làm mặt đường ngang.
Tại Hoa Kỳ, FRA giới hạn tốc độ chạy tàu còn 110 mph (175 km/h) ở những nơi có đường ngang không trang bị "rào chắn không thể xâm nhập". Kể cả với mức vận tốc tối đa này, các đường ngang phải có những cách thức phù hợp để tránh xây ra va chạm. Một lựa chọn khác là triển khai giao cắt khác mức, nhưng điều này khiến chi phí tăng rất cao và các nhà quy hoạch có thể thay vào đó chọn cải tạo những đường ngang sẵn có.
Những cải thiện an toàn tại đường ngang có thể được thực hiện bằng cách kết hợp nhiều kỹ thuật. Chúng có thể bao gồm những trang thiết bị thụ động như biển báo và vạch kẻ đường mới. Một thiết bị thụ động giá thành rẻ khác là dải phân cách ở giữa tim đường, kéo dài xấp xỉ từ 70 đến 100 feet tính từ đường ngang, có tác dụng ngăn chặn người lái xe chạy vòng qua rào chắn. Những thiết bị mang tính chủ động hơn bao gồm rào chắn bốn góc phần tư, ngăn cản luồng xe cộ từ cả hai chiều đường. Các cần chắn có độ dài lớn hơn có thể chặn được 3/4 mặt cắt ngang của đường. Camera giám sát cũng có thể được lắp đặt để phát hiện người vi phạm. Một hệ thống giám sát tín hiệu cũng có thể được triển khai để cảnh báo tổ lái tàu khi trang thiết bị tại đường ngang gặp trục trặc.
Tại Na Uy, tốc độ tàu khi qua đường ngang không được vượt quá 160 km/h (100 mph).

### Đổi hướng tuyến và đường tránh

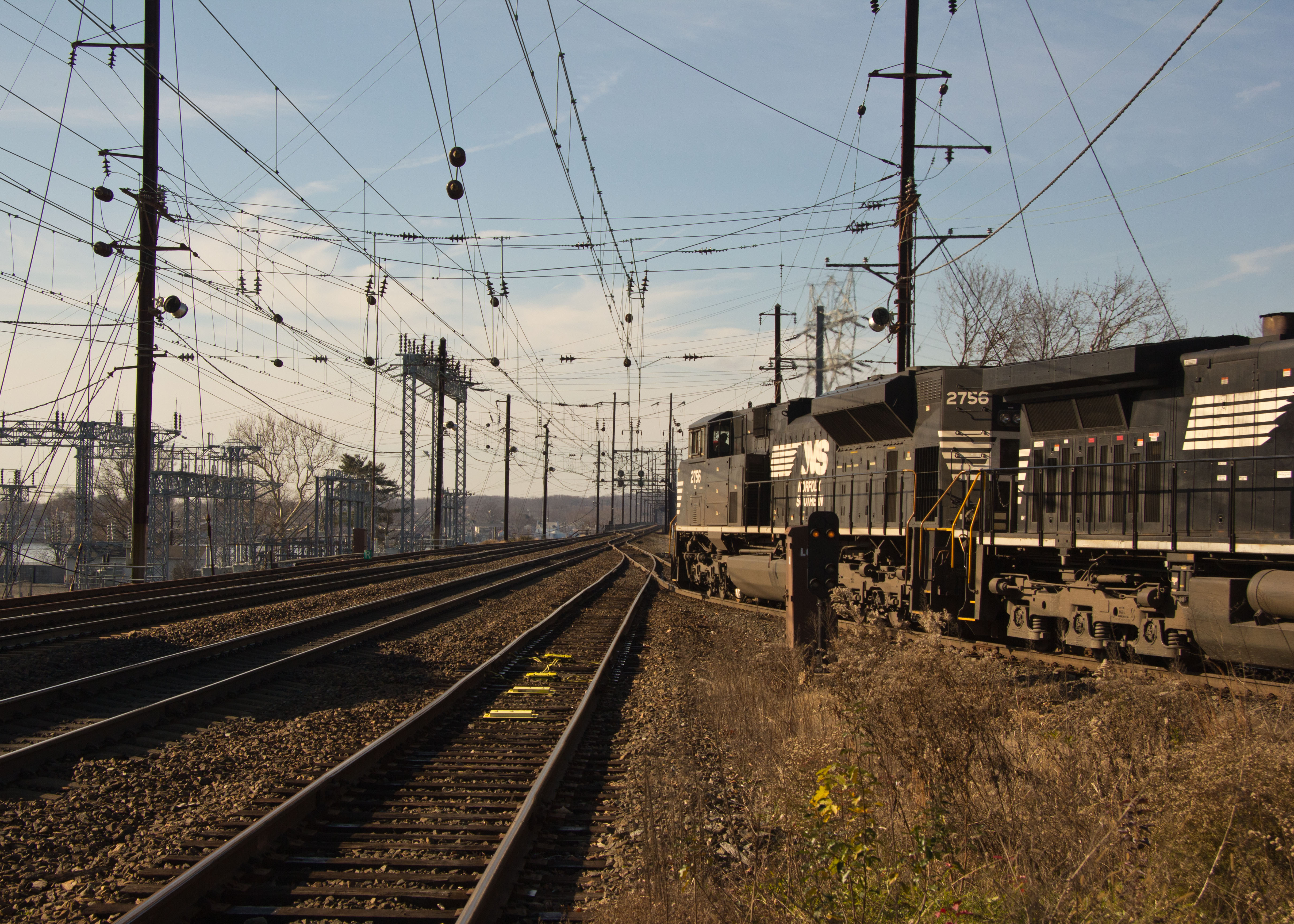
Tàu hàng Norfolk Southern Railway tiến vào tuyến NEC từ Tuyến nhánh Port Road tại Perryville, Maryland

Tại những khu vực thường xuyên xảy ra xung đột giữa tàu hàng và tàu khách do tắc nghẽn khiến tàu khách di chuyển chậm hơn, các công tác cải tạo quy mô lớn hơn có thể cần được áp dụng. Một số đoạn của tuyến đường sắt trong khu vực tắc nghẽn có thể cần được đổi hướng. Đường ray mới cũng có thể cần được lắp đặt để tránh những khúc cua làm giảm vận tốc của tàu. Tại những đoạn có lưu lượng tàu hàng lớn, cần cân nhắc bổ sung thêm những đoạn đường tránh. Đôi khi một số nhà ga có thể được bỏ qua.

### Điện khí hóa

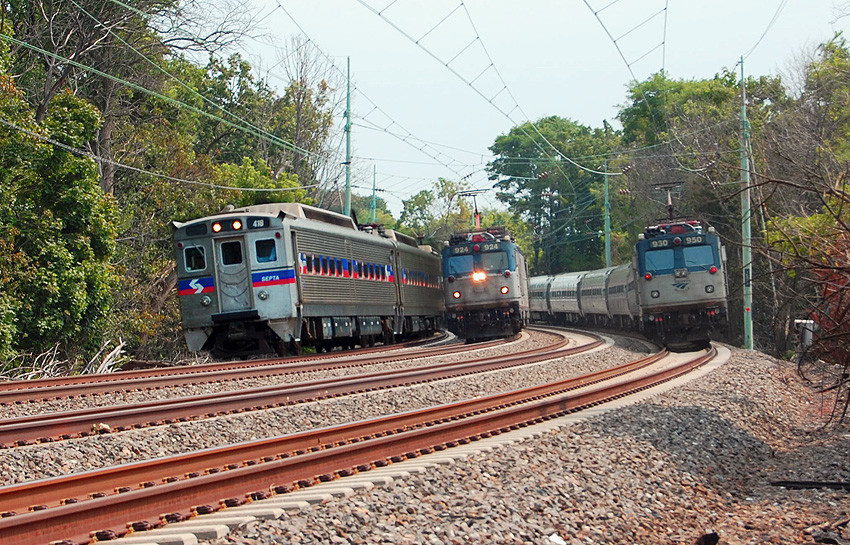
Đoạn "Tuyến chính" của tuyến Hành lang Keystone được điện khí hóa hoàn toàn.

Một điều nữa cần cân nhắc là điện khí hóa. Điện khí hóa một tuyến đường sắt đòi hỏi có sự nâng cấp lớn đối với hạ tầng và thiết bị đường sắt. Về phía hạ tầng, điện khí hóa yêu cầu các đường dây trên cao được xây dựng phía trên đường ray. Các đường dây truyền tải điện mới cần được triển khai để truyền tải điện từ nhà máy. Các trạm biến áp cần được xây dựng cho mỗi 40 dặm (64 km) chiều dài đường dây để tránh tình trạng sụt áp nghiêm trọng. Ngoài ra, lượng nguồn cung điện mà tuyến đường yêu cầu cũng cần được tính toán, từ đó các nhà máy điện mới có thể cần được xây dựng. Về đầu máy, các loại đầu máy điện mới cần được sử dụng, hoặc các đầu máy diesel–điện có sẵn có thể được cải tạo thành đầu máy chạy hoàn toàn bằng điện, mặc dù đây là một nhiệm vụ phức tạp. Những yếu tố trên khiến điện khí hóa có chi phí đầu tư ban đầu cao. Lợi thế của đầu máy chạy hoàn toàn bằng điện là hoạt động ít tiếng ồn hơn, sạch sẽ hơn và đáng tin cậy hơn đầu máy diesel-điện. Mức tiêu thụ nhiên liệu, chi phí bảo dưỡng và mức độ hao mòn đường ray của đầu máy điện cũng thấp hơn. Ngoài ra, sử dụng năng lượng điện giúp đơn vị vận hành tự chủ hơn trước những thay đổi về nguồn cung và giá cả của dầu khí, do điện năng có thể được tạo ra từ nguồn tài nguyên trong nước hoặc nguồn năng lượng tái tạo. Đây là một yếu tố cân nhắc quan trọng trong dự án điện khí hóa mạng lưới đường sắt của Cộng hòa Dân chủ Đức, do than nâu (được sử dụng để sản xuất điện) có giá thành rẻ và nguồn cung dồi dào trong nước, trong khi nhiên liệu dầu phải được nhập khẩu với giá thị trường thế giới.
Một giải pháp thay thế cho đường dây trên cao là sử dụng một hệ thống ray thứ ba dẫn điện đặt cạnh hoặc giữa hai thanh ray chính của đường ray. Tuy nhiên với kiểu hệ thống này, vận tốc tối đa không thể vượt quá 100 mph (160 km/h) do hạn chế về khoảng cách cung cấp điện tại các ghi và đường ngang (ray dẫn điện bị ngắt quãng). Bởi vậy, hệ thống ray thứ ba thường không được sử dụng cho đường sắt tốc độ cao hơn.
Một ví dụ tại Hoa Kỳ có liên quan tới điện khí hóa là Dự án Cải tạo Keystone nhằm cung cấp dịch vụ đường sắt tốc độ cao hơn dọc đoạn Harrisburg-Pittsburgh của tuyến Hành lang Keystone tại Pennsylvania. Dự án bao gồm xây dựng thêm các đoạn đường ray bổ sung, một hệ thống tín hiệu mới và điện khí hóa hệ thống đường sắt. Nếu dự án hoàn thành đúng như theo kế hoạch, nó sẽ cho phép các đoàn tàu Amtrak sử dụng điện liên tục trên đoạn đường từ Philadelphia tới Pittsburgh. Đoạn đầu tiên ("Tuyến chính") đã sử dụng đầu máy điện từ trước, với tốc độ tối đa 110 mph (175 km/h).